# Jan Duns Szkot
Jan Duns Szkot OFM (łac. Johannes Duns Scotus; ur. w 1265 albo 1266 w Duns, zm. 8 listopada 1308 w Kolonii) – szkocki filozof, teolog i duchowny katolicki; wykładowca uniwersytetów w Cambridge, Oksfordzie i Paryżu, kapłan w stopniu prezbitera oraz członek zakonu franciszkanów. Błogosławiony Kościoła katolickiego, nazywany „doktorem subtelnym” (łac. doctor subtilis).
Zajmował się logiką i rozważaniami, które można zaliczyć do filozofii religii, a także teologią dogmatyczną, zwłaszcza mariologią. Stał w opozycji do tomizmu zarówno pod względem filozoficznym, jak i teologicznym. Inaczej niż Tomasz z Akwinu bronił argumentu ontologicznego za istnieniem Boga oraz braku grzechu pierworodnego u Maryi. Nauczanie Dunsa Szkota zapoczątkowało kierunek znany jako skotyzm lub szkotyzm.

## Życiorys
Urodził się między 23 grudnia 1265 a 17 marca 1266 roku w Duns. W okoliach lat 1278–1279 wstąpił do zakonu franciszkanów, za radą swojego krewnego Eliasza Dunsa, który był gwardianem w Dumfries. Po ukończeniu nowicjatu pobierał nauki w Haddington, Northampton i Oksfordzie studiując artium i nauki naturalne w latach 1291–1286 i teologię w okresie 1287–1289. Jednym z jego nauczycieli był Wilhelm z Ware. 17 marca 1291 roku przyjął święcenia kapłańskie. W następnym roku przeniósł się na Uniwersytet Paryski by kontynuować studia teologiczne, pod kierunkiem między innymi Gonsalvusa Hiszpana. Po ukończeniu studiów pracował na uniwersytetach: w Cambridge (1297-1300), Oksfordzie (1300–1302) i Paryżu (1302–1303). W 1303 roku został wydalony z Paryża za odmówienie poparcia królowi Filipowi IV w jego sporze z papieżem Bonifacym VIII. Przez następny rok ponownie wykładał w Oksfordzie, by w 1305 roku powrócić do Paryża. Wówczas uzyskał stopień doktora (na wniosek ówczesnego generała zakonu Gonsalvusa Hiszpana), a także został mistrzem regentem. W 1307 roku Gonsalvus przeniósł Szkota do Kolonii, gdzie mianował go Lector Principalis we franciszkańskim Studium Generalnym. Jan Duns zmarł tamże 8 listopada 1308 roku. Pochowany został w kolońskim kościele Niepokalanego Poczęcia Najświętszej Maryi Panny na Kolpingplatz.

## Poglądy i praca badawcza
Jego filozoficzna synteza – zwana drogą Szkota – była dla średniowiecznego chrześcijaństwa alternatywna do dwóch spierających się szkół myślenia: platońsko-augustyńskiej i arystotelejsko-tomistycznej. Szkotyzm nie był do końca szkołą, lecz spekulatywną tendencją refleksji, będącą pod wpływem inicjatora oraz wyjaśniającą i uściślającą idee tego franciszkanina.

### Logika
Duns Szkot zauważył, że „z dwóch zdań sprzecznych wynika każde inne zdanie”. W późniejszym rachunku zdań reguła ta ma postać:
{\displaystyle \lnot p\Rightarrow (p\Rightarrow q).}
Prawo to sprowadza się do tego, że logika nie może tolerować sprzeczności, ponieważ ze sprzeczności można wnioskować wszystko. Jeśliby założyć, że można tak czynić (tolerować sprzeczności), to logika stałaby się bezużyteczna, ponieważ uzasadniałaby absolutnie każde twierdzenie, powołując się na dowolną, akceptowaną na mocy założeń, sprzeczność. Przykładowo Bertrand Russell, powołując się na to twierdzenie, dowodził, że jest papieżem, w sposób następujący: „przyjmując, że 2+2=5, zachodzi 1=2(*), a ponieważ ja i papież jesteśmy dwiema różnymi osobami, więc(*) ja i papież jesteśmy jedną i tą samą osobą”.

### Inne działy filozofii
W filozofii głosił prymat abstrakcji nad bytem rzeczywistym. Według niego, przedmiotem metafizyki jest byt, czyli najogólniejsza natura ujmowana aktem intelektu, który przenika przez wszystkie warstwy konkretu i dociera do bytu. Analizował koncepcję haecceitas.
Wypracował też racjonalny, aposterioryczny dowód istnienia Boga jako bytu nieskończonego, w którym wykorzystywał zmodyfikowany model z Proslogionu Anzelma z Canterbury.
Pierwszej publikacji dzieł Dunsa Szkota dokonał irlandzki historyk Luke Wadding.

### Teologia
W swoich Komentarzach do Sentencji Piotra Lombarda, czyli w Ordinatio, Lectura i Reportationes, Duns Szkot zabrał głos w dyskusji o Niepokalanym Poczęciu Maryi, Matki Jezusa. Jako pierwszy spośród znanych teologów średniowiecznych wysunął tezę, że pomimo tego, iż wszyscy ludzie są obarczeni od chwili swojego poczęcia grzechem pierworodnym, to jednak Maryja została zachowana od zmazy pierworodnej, ze względu na wcielenie Syna Bożego i mające się dokonać przez Niego dzieło zbawcze. Szkot nazwał to zbawieniem uprzedzającym (redemptio praeventiva). Przy uzasadnieniu tej tezy wprowadził on pojęcie Chrystusa Doskonałego Odkupiciela, twierdząc, że do doskonałości odkupienia, do chwały Chrystusa, należy całkowite zachowanie Maryi od grzechu, także przy jej poczęciu. W Lectura III d. 3 n. 17 Duns Szkot pisze: „Jako że Chrystus był najdoskonalszym pośrednikiem w odniesieniu do osoby swojej Matki, wynika z tego, że zachował ją od grzechu pierworodnego”. Był to przełom w refleksji wybitnych teologów chrześcijańskich. Doktryna Dunsa Szkota dotycząca Niepokalanego Poczęcia Maryi stała się jedną z głównych tez głoszonych w teologii przez tzw. Szkołę Franciszkańską.
Duns Szkot twierdził, że Jezus wcieliłby się, nawet jeśli pierwszy człowiek by nie zgrzeszył.

## Kult
Papież Jan Paweł II nawiedził grób Jana Dunsa Szkota w Kolonii 15 listopada 1980 podczas swej 1. podróży apostolskiej do Niemiec. Tenże papież ogłosił go błogosławionym dekretem Kongregacji do Spraw Kanonizacyjnych z dnia 6 lipca 1991. Dwa lata później, podczas uroczystych nieszporów celebrowanych w bazylice watykańskiej, 20 marca 1993 oddał mu po raz pierwszy kult publiczny. Jego wspomnienie liturgiczne obchodzone jest w dies natalis (8 listopada).

## Dzieła
- De Primo Principio (w polskim przekładzie według Tadeusza Włodarczyka Traktat o Pierwszej Zasadzie)